# Jade (Schiff, 1959)
Die Jade ist ein deutsches Binnenschiff.

## Geschichte
Das Schiff wurde 1959 bei den Deutschen Industrie-Werken in Berlin gebaut.

### Havarie auf der Elbe
Am 5. März 2014 kollidierte das Schiff in dichtem Nebel mit dem Küstenmotorschiff Wilson Fedje auf der Elbe. Die Jade fuhr elbabwärts, die Wilson Fedje elbaufwärts Richtung Hamburger Hafen. Der Schiffsführer der Jade setzte das Binnenschiff bei Teufelsbrück auf Grund, da es zu sinken drohte. Aus Sicherheitsgründen wurde um die Jade eine Ölsperre verlegt. Die Jade hatte etwa 1.100 Tonnen Sojaschrot geladen. Bei der Kollision entstand auf der Jade ein Schaden von 800.000 Euro. Um das Schiff gefahrlos bergen zu können, wurde das Leck mit einer Stahlplatte verschweißt und Beton in das Schiff eingefüllt, was für die nötige Stabilität sorgte, das Sojaschrot wurde in eine Schute umgeladen. Am 9. März 2014 wurde das Schiff von den Schleppern Löwe und Stubbenhuk freigeschleppt. Das Schiff befindet sich nun auf der zum BKS Binnenschiffahrtskontor Sommerfeld gehörenden Hamburger Jöhnk Werft. Dort soll entschieden werden, ob das Schiff repariert oder abgewrackt wird.[veraltet]

### Ermittlung
Nach der Kollision sicherte man Radarbilder und Funkaufzeichnungen und wertete sie aus. Dabei kam man zu dem Ergebnis, dass die Wilson Fedje wahrscheinlich zu weit im nördlichen Fahrwasser fuhr. Deshalb wurde am 6. März 2014 gegen den Kapitän und den Lotsen der Wilson Fedje ein Strafverfahren eingeleitet, da sie somit die Schuld an der Kollision mit der Jade trugen.